# Trinitatiskirche (Hainichen)

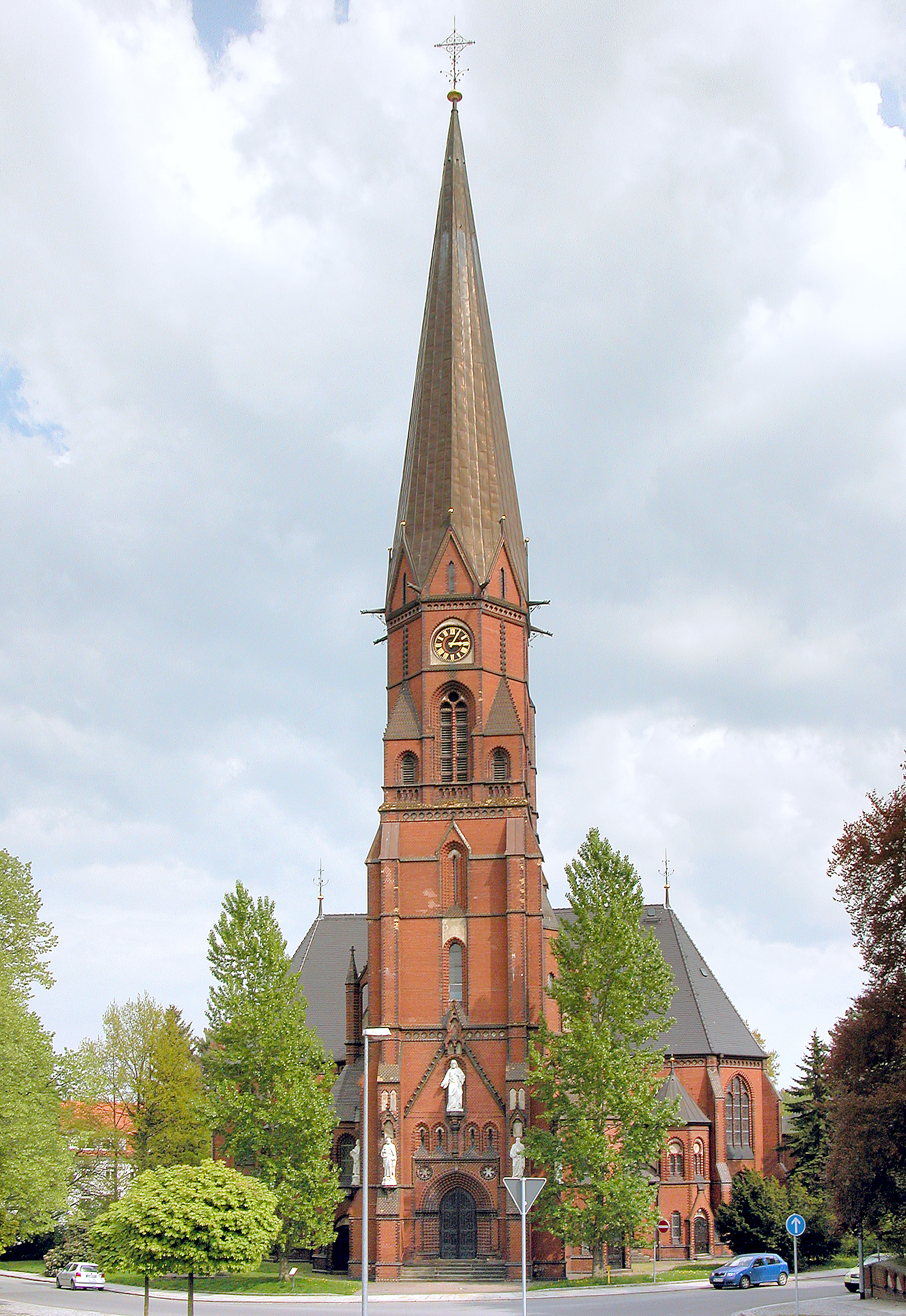
Trinitatiskirche Hainichen (Sachsen)

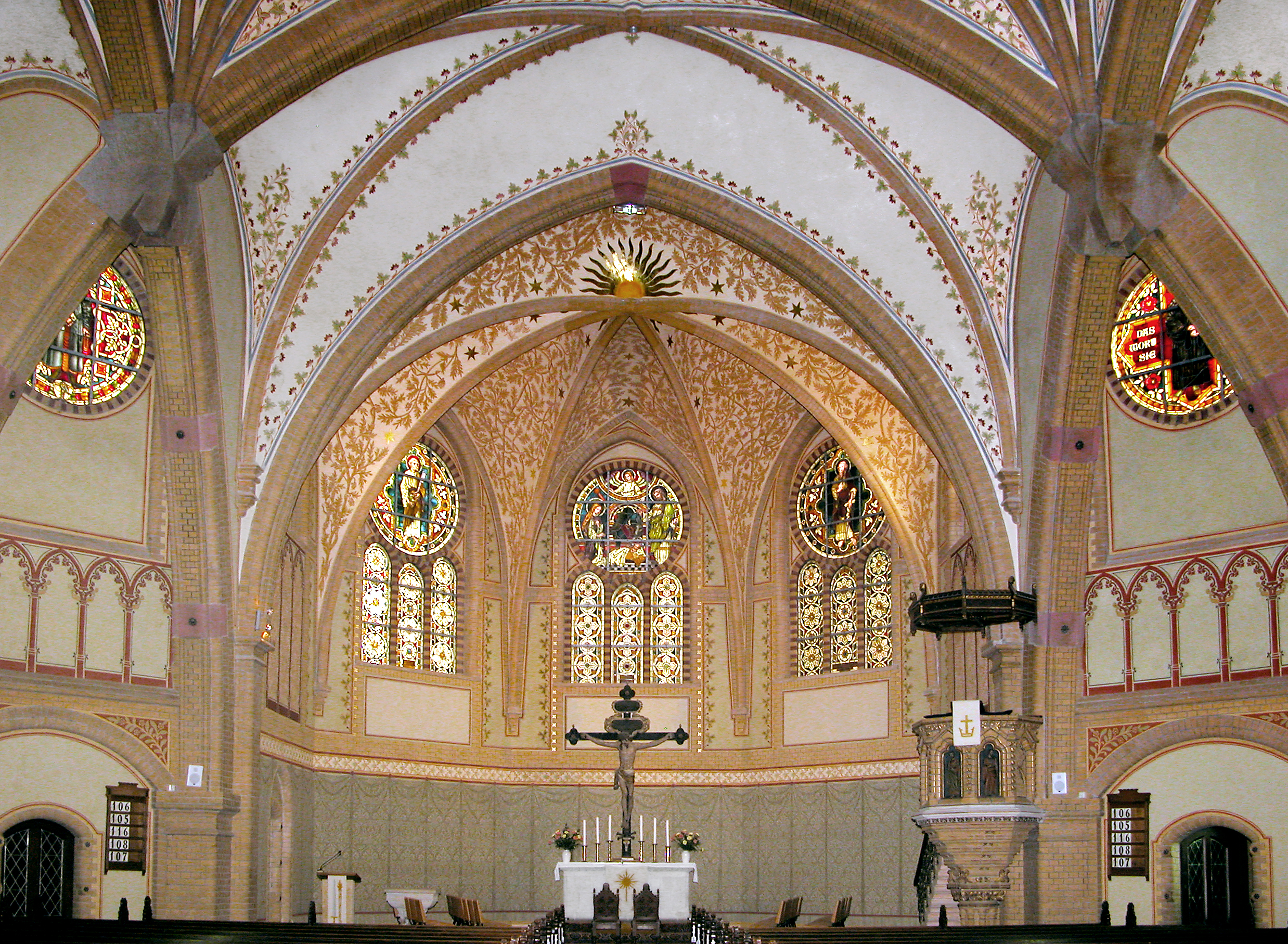
Innenansicht zum Chor

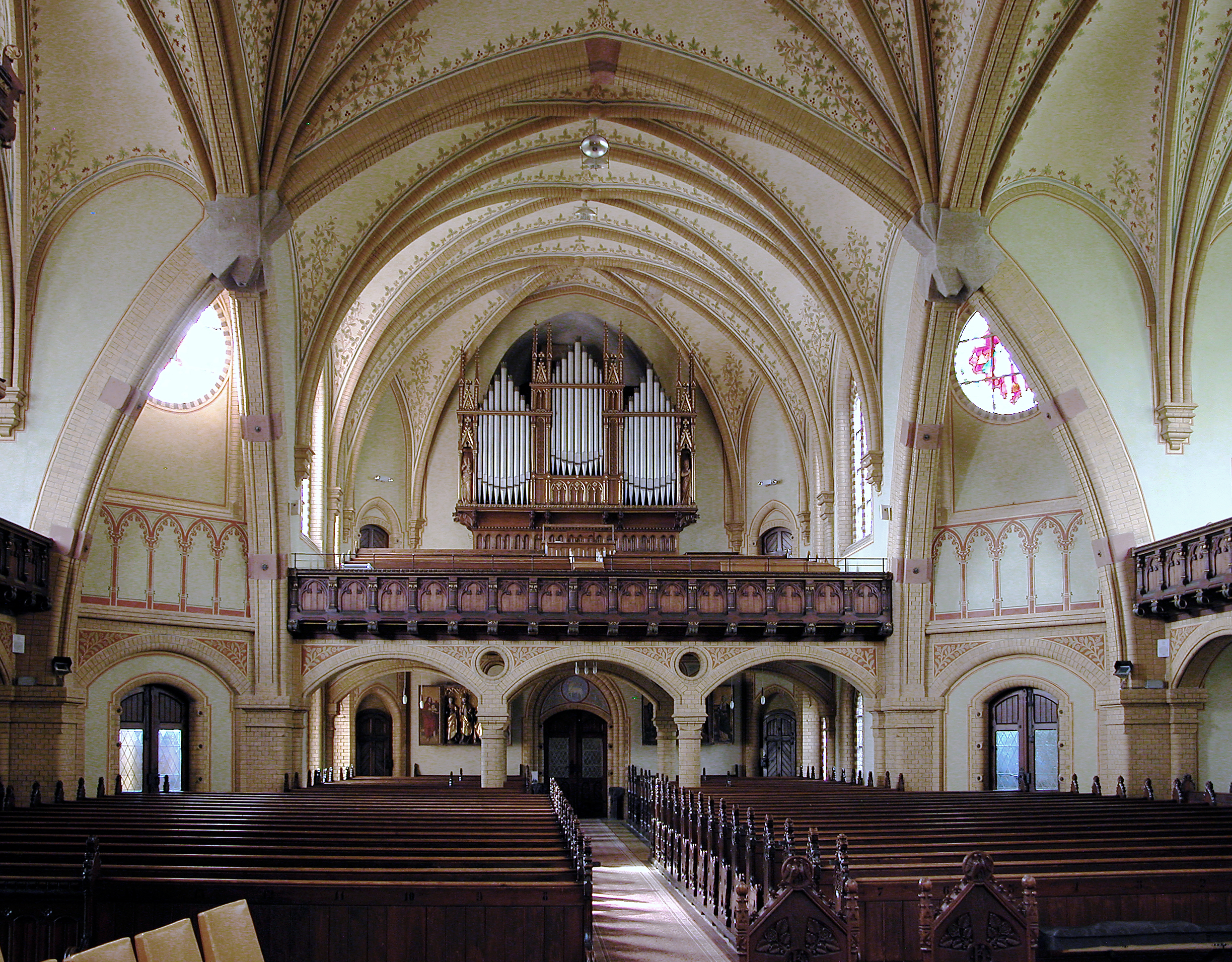
Innenansicht zur Orgel

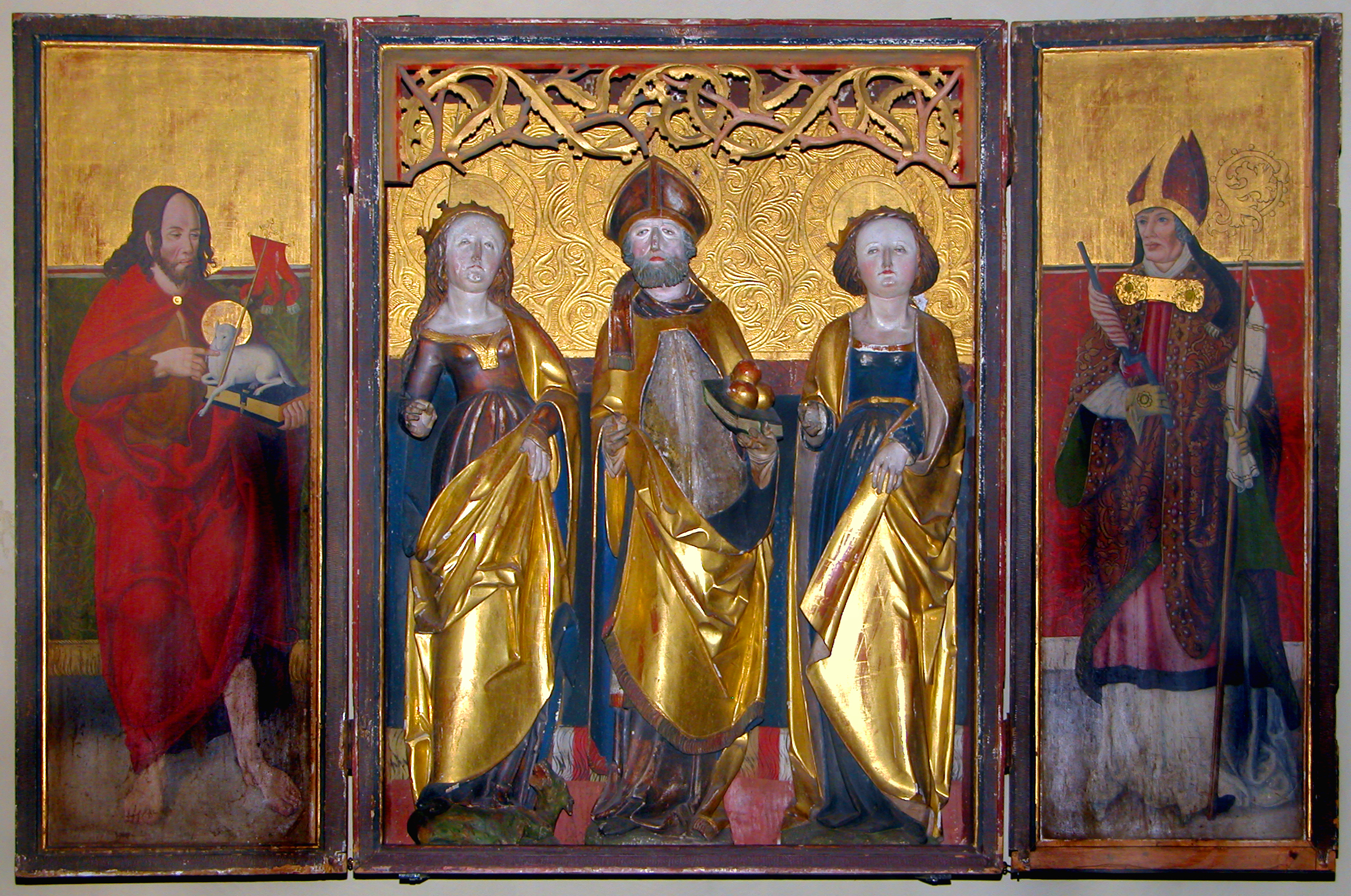
Schnitzaltar (Anf. 16. Jh.)

Die evangelische Trinitatiskirche ist eine neugotische Saalkirche in Hainichen im Landkreis Mittelsachsen in Sachsen. Sie gehört zur Kirchengemeinde Hainichen-Bockendorf-Langenstriegis im Kirchenbezirk Leisnig-Oschatz der Evangelisch-Lutherischen Landeskirche Sachsens und hat bedeutende Ausstattungsstücke aus älterer Zeit bewahrt.

## Geschichte und Architektur
Die reich gegliederte neugotische Kirche wurde in den Jahren 1896–99 außerhalb der Altstadt nach Plänen von Gotthilf Ludwig Möckel erbaut. Restaurierungen erfolgten in den Jahren 1958 und 1996/97. Das stattliche Bauwerk wurde in Ziegelmauerwerk über dem Grundriss eines griechischen Kreuzes mit einem aufstrebenden sechsgeschossigen Westturm ausgeführt. Über dem Westportal steht eine Christusfigur, an den seitlichen Strebepfeilern sind Petrus und Paulus sowie Luther und Melanchthon dargestellt. Die Seitenschiffe und der Chor sind polygonal geschlossen; die Vierung wird durch einen hohen, sehr schlanken Dachreiter akzentuiert.
Innen ist das Bauwerk wie ein Zentralbau gestaltet; über den abgefasten Ecken der Vierung kreuzen sich die weitgespannten Spitzbögen des Haupt- und des Querschiffes. Die im Grundriss achteckige Vierung wird von einem Sterngewölbe abgeschlossen, in den übrigen Raumteilen sind Kreuzrippengewölbe eingezogen. Im Westen und im Querschiff sind bis in die Vierung reichende Emporen eingebaut, deren hölzerne Brüstungen mit gotisierenden Formen gestaltet sind und die von je vier Rundpfeilern zwischen Segmentbögen getragen werden.

## Ausstattung
Ein nahezu lebensgroßes, fein gestaltetes Kruzifix trägt die Jahreszahl 1659. Die neugotische Kanzel stammt aus dem Jahr 1899, die Evangelistendarstellungen am Korb wurden von A. Kasch geschaffen. Die sechseckige neugotische Sandsteintaufe ist mit kleinen Porphyrsäulen versehen.
Der spätgotische Schnitzaltar von 1515 ist eine Oederaner Arbeit; er zeigt im Schrein die fein ausgeführten Figuren von Maria und Anna, die auf das zwischen ihnen ehemals vorhandene, jetzt verlorene Christkind orientiert sind, im Hintergrund Joseph und die drei Ehemänner der Anna. Auf den bemalten Flügeln sind die Heiligen Georg und Elisabeth dargestellt, auf den Außenseiten Antonius und Hieronymus.
Ein weiterer spätgotischer Schnitzaltar vom Anfang des 16. Jahrhunderts ist eine Freiberger Arbeit. Er zeigt im Schrein den Heiligen Nikolaus, seitlich Margarete und eine weitere weibliche Heilige. Auf den bemalten Flügeln sind die Heiligen Johannes der Täufer und Erasmus, außen Ägidius und Wolfgang dargestellt. Ein Gemälde mit einer Darstellung der Kreuzigung und Seitenfiguren ist mit der Jahreszahl 1694 versehen. Ein Bildnis zeigt den in Hainichen geborenen Christian Fürchtegott Gellert als zeitgenössische Kopie nach Anton Graff aus dem 18. Jahrhundert.
Die Entwürfe zu den farbigen Glasmalereien mit figürlichen Darstellungen stammen von Fritz Geiges und zeigen im Chor die Geburt Christi, Petrus und Paulus (weitere Darstellungen der Kreuzigung und der Auferstehung sind verloren); in der Vierung ist ein Rundfenster mit den Darstellungen von Luther, Melanchthon, Christian Fürchtegott Gellert und Gustav II. Adolf; im Querhaus Christus und die Samariterin am Brunnen und des barmherzigen Samariters zu sehen.
Die große Orgel ist ein Werk von Sauer aus dem Jahr 1899 mit 35 Registern auf zwei Manualen und Pedal; sie wurde klanglich im Jahr 1953 von Schmeisser verändert. An den Seiten des neugotischen Prospekts sind die Figuren der Heiligen David und Cäcilie von A. Kasch zu sehen. In der Turmhalle ist ein Schlussstein aus der alten Kirche vermutlich von 1302 erhalten.